# Mantidactylus leucocephalus
Mantidactylus leucocephalus és una espècie de granota de la família dels mantèl·lids endèmica de Madagascar.
Viu en boscos tropicals i subtropicals humits, plantacions i boscos força degradats.
Està en perill d'extinció per la pèrdua del seu hàbitat natural.